# 羅馬尼亞陸軍
羅馬尼亞陸軍（羅馬尼亞語：ForşeleTerestreRomâne）是羅馬尼亞的地面部隊，也是羅馬尼亞武裝部隊的主要組成部分。自2007年以來，全面專業化和裝備現代化改變了羅馬尼亞陸軍的綜合素質。
羅馬尼亞陸軍成立於1859年11月24日（O.S.11月12日）。它參與了羅馬尼亞王國對抗奧斯曼帝國的獨立戰爭、對抗保加利亞的第二次巴爾幹戰爭、對抗同盟國的第一次世界大戰（其中贏得了馬拉什蒂的決定性戰役）以及匈牙利-羅馬尼亞戰爭。在第二次世界大戰的大部分時間裡（直到1944年），羅馬尼亞軍隊站在軸心國一方，在東線與蘇聯作戰。從1944年8月羅馬尼亞政變到戰爭結束，羅馬尼亞在蘇聯的控制下與德國作戰。第二次世界大戰後，共產黨奪取政權後，軍隊進行了重組和蘇維埃化。
1989年羅馬尼亞革命後，由於資金短缺，許多單位被解散，許多設備被淘汰。羅馬尼亞的軍事能力由於缺乏燃料和訓練而下降。然而1990年代末期以來出現了一些積極變化，戰備水準穩步提高；自1996年以來，軍事預算增加了四倍多，從6.36億美元增加到2007年的28億美元。